# Paradidyma affinis
Paradidyma affinis là một loài ruồi trong họ Tachinidae.